# Johannishügel

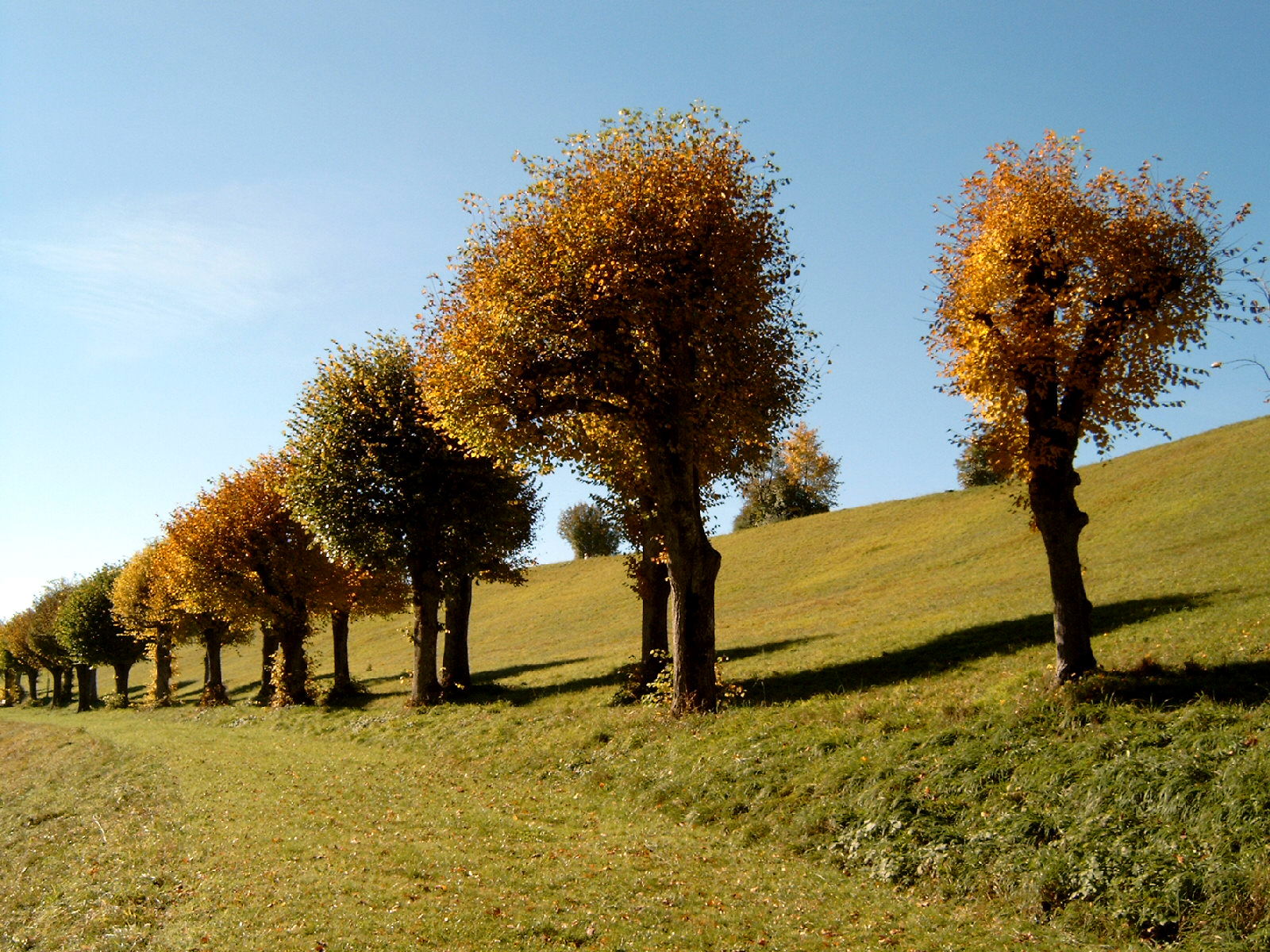
Johannishügel Tutzing Allee

Der Johannishügel ist ein Naturdenkmal in der Gemeinde Tutzing. Es handelt sich bei dem Hügel um einen langgestreckten Drumlin. Die Einordnung des Hügels als Naturdenkmal erfolgte 1979 aufgrund seiner geologischen Besonderheit. Die Ortsgruppe Starnberg des Bund Naturschutz pflegt den Hügel in Zusammenarbeit mit der Benedictus-Realschule Tutzing.

## Lage
Der Johannishügel liegt in Nord-Süd-Richtung am Westufer des Starnberger Sees im Kustermannpark. Der Weg, der an dem Hügel vorbei durch den Kustermannpark führt, trägt ebenfalls den Namen Johannishügel; er verläuft weitgehend parallel zur Staatsstraße 2063, die in diesem Abschnitt auch Bernrieder Straße heißt, und zum Seeufer, an dem sich die Anlegestelle des Museumschiffes Tutzing befindet.

## Nutzung
Der Hügel gilt aufgrund der guten Aussicht über den See bis zur Benediktenwand als beliebtes Ausflugsziel. Im Winter dient er als Skihügel für Kinder, auf dem sogar Skirennen ausgetragen werden.